# فرودگاه کاکی
فرودگاه کاکی (به انگلیسی: Kake Airport) یک فرودگاه همگانی بهره‌برداری هوایی است که یک باند فرود آسفالت دارد و طول باند آن ۱۲۱۹ متر است. این فرودگاه در شهر کاکی، آلاسکا کشور ایالات متحده آمریکا قرار دارد و در ارتفاع ۵۲ متری از سطح دریا واقع شده است.